# Riec-sur-Belon

Riec-sur-Belon este o comună în departamentul Finistère, Franța. În 1 ianuarie 2022 avea o populație de 4.374 de locuitori.